# Dipsas albifrons
Espèce
Synonymes
- Dipsodomorus albifrons Sauvage, 1884
- Dipsas albifrons cavalheiroi Hoge, 1950

Dipsas albifrons  est une espèce de serpents de la famille des Dipsadidae.

## Répartition
Cette espèce se rencontre au Paraguay et au Brésil dans les États de Bahia, d'Espírito Santo, du Mato Grosso, de São Paulo et de Santa Catarina.

## Description
L'holotype de Dipsas albifrons mesure 63 cm. Son corps est jaunâtre avec des rayures brunes. Sa tête est blanc jaunâtre et présente deux taches oblongues.

## Étymologie
Son nom d'espèce, du latin, albi, « blanc », et frons, « front », lui a été donné en référence à la couleur blanche de sa tête.

## Publication originale
- Sauvage, 1884 : Sur quelques Reptiles de la collection du Muséum d’Histoire Naturelle. Bulletin de la Société Philomatique, sér. 7, vol. 8, p. 142-147 (texte intégral).